# Округ Шошони (Ајдахо)
Шошони (енгл. Shoshone County) је округ у америчкој савезној држави Ајдахо.

## Демографија
По попису из 2010. године број становника је 12.765, што је 1.006 (-7,3%) становника мање 2000. године.
| Група             | 2000.          | 2010.          |
| Белци             | 13.047 (94,7%) | 11.929 (93,5%) |
| Афроамериканци    | 15 (0,1%)      | 26 (0,2%)      |
| Азијати           | 32 (0,2%)      | 47 (0,4%)      |
| Хиспаноамериканци | 266 (1,9%)     | 380 (3,0%)     |
| Укупно            | 13.771         | 12.765         |